# Landtagswahl in Niedersachsen 1994
- SPD: 81
- Grüne: 13
- CDU: 67

Die Wahl zum 13. Niedersächsischen Landtag fand am 13. März 1994 statt. Die SPD unter Führung von Ministerpräsident Gerhard Schröder gewann die Wahl und konnte die absolute Mehrheit erringen.

## Ausgangssituation
Bei der Landtagswahl 1990 hatten die SPD unter Führung ihres Fraktionsvorsitzenden Gerhard Schröder und die Grünen eine Mehrheit bekommen und konnten Ministerpräsident Ernst Albrecht (CDU) ablösen.
Albrecht, Ministerpräsident seit 1976, übergab sein Amt an Schröder am 21. Juni 1990.
Schröders Koalition war die dritte rot-grüne Regierung auf Landesebene nach Hessen (1985) und Berlin (1989), jedoch war sie die erste rot-grüne Koalition, die eine komplette Wahlperiode Bestand hatte und sich somit der Wiederwahl stellte.
Für die SPD trat erneut Gerhard Schröder an, für die CDU kandidierte erstmals Christian Wulff.

## Ergebnis
Die SPD legte nur 0,02 Prozentpunkte zu; sie erhielt gleichwohl eine hauchdünne (81 von 161) absolute Mehrheit der Landtags-Mandate, weil insgesamt 11,9 Prozent der abgegebenen Stimmen wegen der Fünf-Prozent-Hürde unberücksichtigt blieben. Die SPD bildete eine Alleinregierung; Gerhard Schröder wurde als Ministerpräsident wiedergewählt.
Christian Wulff, der Kandidat der CDU für den Posten des Ministerpräsidenten, wurde Oppositionsführer im Landtag.
| Listen            | Listen            | Erststimmen | Erststimmen | Erststimmen | Erststimmen | Zweitstimmen | Zweitstimmen | Zweitstimmen | Zweitstimmen | Mandate | Mandate |
| Listen            | Listen            | Stimmen     | %           | +/-         | Mandate     | Stimmen      | %            | +/-          | Mandate      | Anzahl  | +/-     |
| ----------------- | ----------------- | ----------- | ----------- | ----------- | ----------- | ------------ | ------------ | ------------ | ------------ | ------- | ------- |
|                   | SPD               | 1.971.557   | 46,6        | +0,4        | 81          | 1.880.623    | 44,3         | ±0,0         | –            | 81      | +10     |
|                   | CDU               | 1.610.098   | 38,1        | –5,0        | 19          | 1.547.610    | 36,4         | –5,6         | 48           | 67      | –       |
|                   | GRÜNE             | 293.837     | 6,9         | +1,9        | –           | 314.344      | 7,4          | +2,0         | 13           | 13      | +5      |
|                   | FDP               | 174.743     | 4,1         | –0,9        | –           | 188.691      | 4,4          | –1,6         | –            | –       | –9      |
|                   | REP               | 95.902      | 2,3         | +2,1        | –           | 159.026      | 3,7          | +2,3         | –            | –       | –       |
|                   | Statt Partei      | 43.803      | 1,0         | N/A         | –           | 55.605       | 1,3          | N/A          | –            | –       | –       |
|                   | Graue             | 2.304       | 0,1         | N/A         | –           | 20.581       | 0,5          | N/A          | –            | –       | –       |
|                   | Neue Statt Partei | –           | –           | N/A         | –           | 19.361       | 0,5          | N/A          | –            | –       | –       |
|                   | NPD               | 2.562       | 0,1         | –0,2        | –           | 9.430        | 0,2          | ±0,0         | –            | –       | –       |
|                   | UWN               | 11.140      | 0,3         | N/A         | –           | 8.819        | 0,2          | N/A          | –            | –       | –       |
|                   | LLN               | 1.429       | 0,0         | N/A         | –           | 8.176        | 0,2          | N/A          | –            | –       | –       |
|                   | PBC               | 908         | 0,0         | N/A         | –           | 8.152        | 0,2          | +0,1         | –            | –       | –       |
|                   | Öko-Union         | 1.541       | 0,0         | N/A         | –           | 7.902        | 0,2          | +0,1         | –            | –       | –       |
|                   | Naturgesetz       | 431         | 0,0         | N/A         | –           | 7.325        | 0,2          | N/A          | –            | –       | –       |
|                   | Die Unabhängigen  | 4.000       | 0,1         | –0,1        | –           | 4.906        | 0,1          | +0,1         | –            | –       | –       |
|                   | ÖDP               | 3.093       | 0,1         | +0,1        | –           | 4.347        | 0,1          | ±0,0         | –            | –       | –       |
|                   | DMGitte           | 5.155       | 0,1         | N/A         | –           | 4.123        | 0,1          | N/A          | –            | –       | –       |
|                   | DP                | 2.263       | 0,1         | N/A         | –           | –            | –            | ±0,0         | –            | –       | –       |
|                   | CM                | 1.232       | 0,0         | ±0,0        | –           | –            | –            | ±0,0         | –            | –       | –       |
|                   | BüSo              | 456         | 0,0         | N/A         | –           | –            | –            | N/A          | –            | –       | –       |
|                   | WIR               | 136         | 0,0         | N/A         | –           | –            | –            | N/A          | –            | –       | –       |
|                   | Einzelbewerber    | 4.411       | 0,1         | +0,1        | –           | –            | –            | –            | –            | –       | –       |
| Gesamt            | Gesamt            | 4.231.001   | 100         |             | 100         | 4.249.021    | 100          |              | 61           | 161     | +6      |
|                   |                   |             |             |             |             |              |              |              |              |         |         |
| Ungültige Stimmen | Ungültige Stimmen | 85.427      | 2,0         | +0,6        |             | 67.407       | 1,6          | +0,5         |              |         |         |
| Wähler            | Wähler            | 4.316.428   | 73,8        | –0,9        |             | 4.316.428    | 73,8         | –0,9         |              |         |         |
| Wahlberechtigte   | Wahlberechtigte   | 5.851.720   |             |             |             | 5.851.720    |              |              |              |         |         |

Die SPD hatte drei Überhangmandate, die CDU drei Ausgleichsmandate.